# Satelita obserwacji Ziemi
Satelita obserwacji Ziemi – rodzaj cywilnego sztucznego satelity, krążącego po orbicie okołoziemskiej, dedykowanego obserwacjom Ziemi, optycznym, radarowym lub podczerwonym i wykonywaniu zdjęć jej powierzchni w tych pasmach fal elektromagnetycznych.
Satelity obserwacji Ziemi są często jednocześnie satelitami teledetekcyjnymi.
Służą najczęściej agronomii, urbanistyce i planowaniu przestrzennemu, ekologii, czy monitorowaniu klęsk żywiołowych.